# Campti
Campti – miasto w Stanach Zjednoczonych, w stanie Luizjana, w parafii Natchitoches.